# Lijst van rijksmonumenten in Amstelveen (gemeente)
De gemeente Amstelveen telt 101 inschrijvingen in het rijksmonumentenregister. Hieronder een overzicht.

## Amstelveen
De plaats Amstelveen telt 43 inschrijvingen in het rijksmonumentenregister. Zie Lijst van rijksmonumenten in Amstelveen voor een overzicht.

## Bovenkerk
De plaats Bovenkerk telt 3 inschrijvingen in het rijksmonumentenregister.
| Object           | Oorspronkelijke functie?  | Bouwjaar  | Architect      | Locatie                 | Coördinaten?                 | Nr.?   | Afbeelding        |
| ---------------- | ------------------------- | --------- | -------------- | ----------------------- | ---------------------------- | ------ | ----------------- |
| Priestergraf     | Begraafplaats en -onderdl | 1893      |                | Noorddammerlaan bij 124 | 52° 17' 38" NB, 4° 50' 2" OL | 524280 | Priestergraf      |
| Pastorie         | Kerkelijke dienstwoning   | ca. 1872  |                | Noorddammerlaan 124     | 52° 17' 38" NB, 4° 50' 2" OL | 524281 | Pastorie          |
| Sint-Urbanuskerk | Kerk en kerkonderdeel     | 1887-1888 | Pierre Cuypers | Noorddammerlaan 126     | 52° 17' 38" NB, 4° 50' 2" OL | 8141   | Meer afbeeldingen |

## Nes aan de Amstel
De plaats Nes aan de Amstel telt 4 inschrijvingen in het rijksmonumentenregister.
| Object | Oorspronkelijke functie?  | Bouwjaar  | Architect      | Locatie                 | Coördinaten?                  | Nr.?   | Afbeelding |
| --- | ------------------------- | --------- | -------------- | ----------------------- | ----------------------------- | ------ | --- |
| Pastorie, behorend bij het complex 'St. Urbanuskerk te Nes aan de Amstel'                                                                 | Kerkelijke dienstwoning   | 1889-1891 | Joseph Cuypers | Amsteldijk Zuid 145     | 52° 15' 40" NB, 4° 52' 22" OL | 524287 | Pastorie, behorend bij het complex 'St. Urbanuskerk te Nes aan de Amstel'                                                                 |
| IJzeren hek tussen bakstenen pijlers als erfscheiding aan de straatzijde, behorend bij het complex 'St. Urbanuskerk te Nes aan de Amstel' | Erfscheiding              | 1891      |                | Amsteldijk Zuid bij 145 | 52° 15' 41" NB, 4° 52' 20" OL | 524288 | IJzeren hek tussen bakstenen pijlers als erfscheiding aan de straatzijde, behorend bij het complex 'St. Urbanuskerk te Nes aan de Amstel' |
| Toegangshek 'Vreedenhof' tot de begraafplaats, behorend bij het complex 'St.Urbanuskerk'                                                  | Begraafplaats en -onderdl | 1875-1899 |                | Amsteldijk Zuid bij 144 | 52° 15' 41" NB, 4° 52' 20" OL | 524289 | Toegangshek 'Vreedenhof' tot de begraafplaats, behorend bij het complex 'St.Urbanuskerk'                                                  |
| Sint-Urbanuskerk | Kerk en kerkonderdeel     | 1889-1891 | Joseph Cuypers | Amsteldijk Zuid 144     | 52° 15' 40" NB, 4° 52' 23" OL | 8142   | Meer afbeeldingen |

## Ouderkerk aan de Amstel
De plaats Ouderkerk aan de Amstel telt 51 inschrijvingen in het rijksmonumentenregister. Zie Lijst van rijksmonumenten in Ouderkerk aan de Amstel voor een overzicht.
Aalsmeer ·
Alkmaar ·
Amstelveen ·
Amsterdam ·
Bergen ·
Beverwijk ·
Blaricum ·
Bloemendaal ·
Castricum ·
Den Helder ·
Diemen ·
Dijk en Waard ·
Drechterland ·
Edam-Volendam ·
Enkhuizen ·
Gooise Meren ·
Haarlem ·
Haarlemmermeer ·
Heemskerk ·
Heemstede ·
Heiloo ·
Hilversum ·
Hollands Kroon ·
Hoorn ·
Huizen ·
Koggenland ·
Landsmeer ·
Laren ·
Medemblik ·
Oostzaan ·
Opmeer ·
Ouder-Amstel ·
Purmerend ·
Schagen ·
Stede Broec ·
Texel ·
Uitgeest ·
Uithoorn ·
Velsen ·
Waterland ·
Wijdemeren ·
Wormerland ·
Zaanstad ·
Zandvoort